# Корецола
Корецола је насеље у Италији у округу Падова, региону Венето.
Према процени из 2011. у насељу је живело 586 становника. Насеље се налази на надморској висини од 4 м.

## Становништво
| 1951. | 1961. | 1971. | 1981. | 1991. | 2001. | 2011. |
| ----- | ----- | ----- | ----- | ----- | ----- | ----- |
| 8.965 | 6.000 | 5.133 | 5.055 | 5.195 | 5.310 | 5.488 |